# Édouard Roger-Vasselin
Pour les articles homonymes, voir Roger-Vasselin.
Édouard Roger-Vasselin, né le 28 novembre 1983 à Gennevilliers, est un joueur de tennis français, professionnel depuis 2001.
En simple, il a atteint la finale des tournois ATP de Delray Beach 2013 et de Chennai 2014. Son meilleur classement est une 35e place mondiale en 2014.
Particulièrement performant en double, il a gagné vingt-huit titres sur le circuit principal, dont l'édition 2014 de Roland-Garros aux côtés de Julien Benneteau. Il a également atteint dix-huit autres finales dont deux à Wimbledon, en 2016 avec le même partenaire puis en 2019 avec Nicolas Mahut, et une aux Masters en 2020 avec Jürgen Melzer. Il a occupé la 6e place mondiale de la spécialité en 2014, participant aux Masters de double à deux reprises.
En double mixte, il gagne le titre aux Internationaux de France 2024 avec l'Allemande Laura Siegemund. Il a également atteint la finale de l'US Open 2022 avec la Belge Kirsten Flipkens.

## Biographie

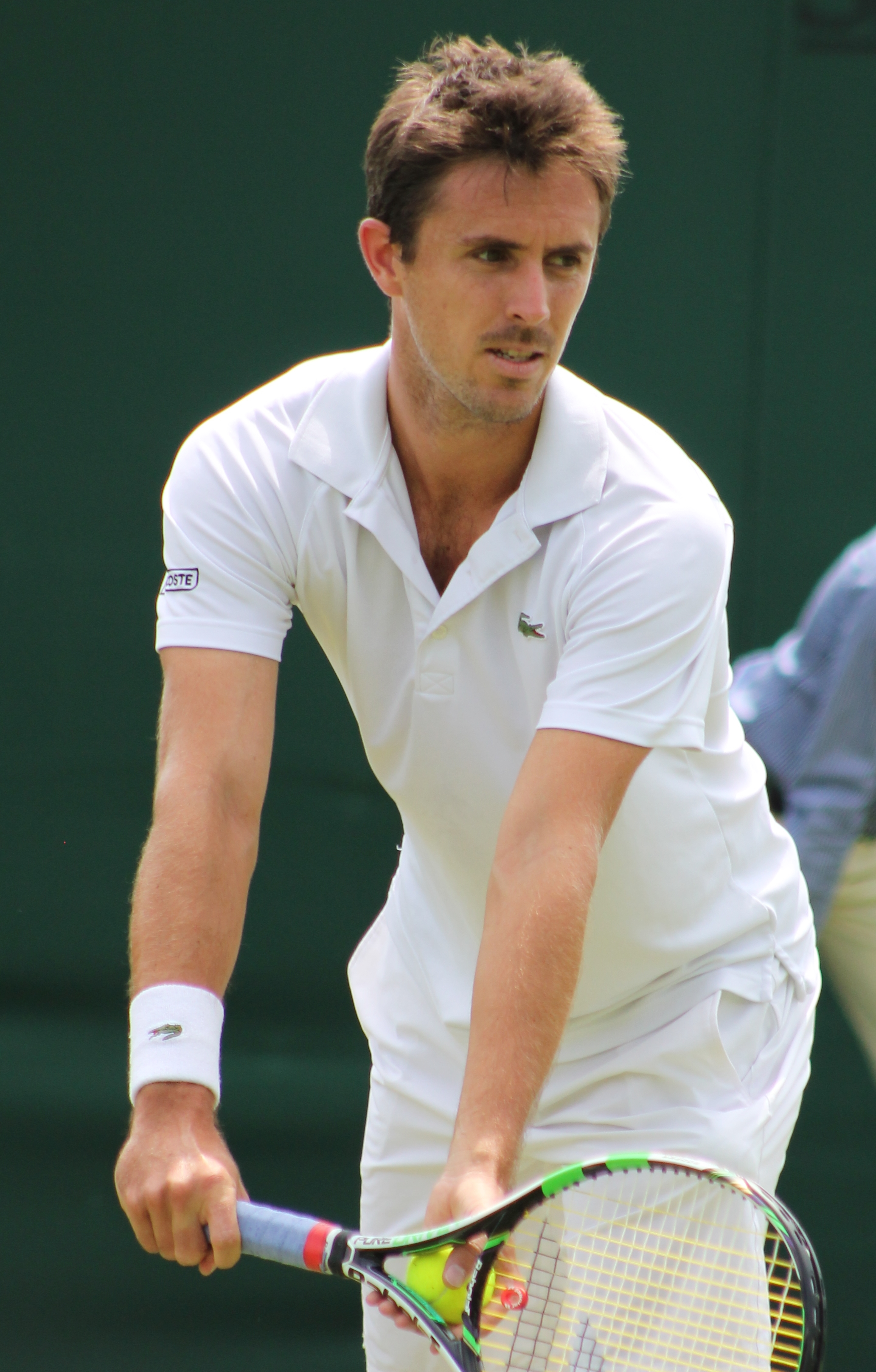
Édouard Roger-Vasselin à Wimbledon en 2014.

Il est le fils de Christophe Roger-Vasselin, notamment connu pour avoir été demi-finaliste à Roland-Garros en 1983. Il est, avec son père, l'un des trois « duos » père-fils ayant atteint le top 100 mondial. Il est également le petit-fils de Gérard Roger-Vasselin, créateur du Chèque-Restaurant. Ayant grandi à La Baule-Escoublac dans la Loire-Atlantique, Édouard est également un grand supporter du FC Nantes.
Il est marié et père d'un garçon né en 2014.

### 2001 - 2006: débuts
Il a été champion de France des 17-18 ans en 2001. Il est également triple champion de France en équipes avec le Paris Jean-Bouin (2004-2005-2006).

### 2007 - 2011: premières performances sur le circuit principal
Grâce à une wild-card pour les Internationaux de France 2007, il participe pour la première fois à un tournoi du Grand Chelem. Il accède ainsi au troisième tour en battant le Brésilien Marcos Daniel, puis le Tchèque Radek Štěpánek le 30 mai 2007 dans son premier match en cinq sets sur le score de 3-6, 6-1, 0-6, 6-4, 6-4. Il confirme ses performances en Grand Chelem en accédant également au troisième tour du tournoi de Wimbledon le mois suivant. Sorti des qualifications, il perd contre son ami du Paris Jean-Bouin Richard Gasquet sur le score de 6-3, 6-4, 6-2 après notamment avoir battu Juan Ignacio Chela. Ces deux performances lui permettent d'entrer pour la première fois parmi les 100 premiers mondiaux, d'atteindre son meilleur classement (82e) et ainsi de pouvoir accéder directement aux tableaux des tournois ATP.
Grâce à une invitation, il joue en double mixte à Roland-Garros en 2008 avec Stéphanie Foretz, mais ils échouent au 1er tour.
Au 1er tour de l'édition 2009 de l'Open de Tokyo, alors qu'il est classé à la 189e place mondiale, il signe en deux sets (6-4, 6-4) sa plus belle victoire en battant Juan Martín del Potro, alors no 5 mondial et récent vainqueur de Roger Federer en finale de l'US Open. Il s'impose pour la première fois de sa carrière face à un joueur du top 10, sans avoir concédé une seule balle de break au cours de la partie. Au tour suivant, il confirme son beau parcours, en battant Jürgen Melzer (4-6, 6-2, 6-3). Il échoue en 1/4 de finale de ce tournoi classé ATP 500.
Lors de la saison 2010, il remporte 5 tournois Challenger en double. Au 1er tour de Roland-Garros, alors qu'il est mené 2 sets à 0 face à Kevin Anderson, il réalise un exploit en remportant les 3 manches suivantes et se qualifie au 2e tour, où il s'incline contre Tomáš Berdych.
En 2011, il réalise un quart de finale au tournoi de Newport, sur gazon. Quelques mois plus tard, il se qualifie pour son premier Masters 1000 à Cincinnati. Il chute dès son entrée en lice contre Janko Tipsarević (0-6, 6-3, 65-7).

### 2012 - 2013: six titres en double, première finale ATP en simple
En 2012, il atteint la première finale ATP de sa carrière en double lors de l'Open de Montpellier, qu'il remporte aux côtés de Nicolas Mahut. Trois semaines plus tard, ils remportent l'Open 13 de Marseille, toujours avec le même partenaire. En fin de saison, ils s'imposent en finale du tournoi de Moselle, également avec Nicolas Mahut.
Au 1er tour de Wimbledon contre Guillermo García-López, il est d'abord mené 2 sets à 1, avec un break en faveur de l'Espagnol puis renverse la situation pour se retrouver avec 3 balles de match à 5-4, 40/0 dans la dernière manche mais se fait débreaker et malgré 5 nouvelles balles de break en sa faveur à 6-6 et 8-8, il perd finalement la rencontre (7-62, 3-6, 6-74, 7-5, 8-10).
En février 2013, lors du tournoi de Delray Beach, il se qualifie pour la première finale de sa carrière en simple après de belles victoires notamment sur Ivo Karlović et John Isner. Il ne peut cependant rien faire contre Ernests Gulbis, perdant 63-7, 3-6. La même année, en juillet, il atteint pour la première fois les demi-finales en Grand Chelem lors du tournoi de double de Wimbledon aux côtés de l'Indien Rohan Bopanna. La semaine suivante, il remporte son quatrième titre ATP en double à Newport, de nouveau aux côtés de Nicolas Mahut. Il fait ensuite équipe avec le Néerlandais Igor Sijsling, avec qui il atteint la finale à Bogota puis remporte à Atlanta son cinquième titre en double. Quelques semaines plus tard, il remporte avec Rohan Bopanna son premier ATP 500 à Tokyo. Il atteint en fin de saison les demi-finales du Masters 1000 de Cincinnati en double avec Bopanna. Ces bonnes performances lui permettent d'atteindre la 22e place mondiale en double le 19 août. Il conclut sa saison en simple en beauté en atteignant notamment la demi-finale du tournoi de Bâle. Il termine la saison proche du top 50.

### 2014 - 2015:2efinale ATP et meilleur classement, vainqueur à Roland-Garros en double
En janvier 2014, dès le premier tournoi de la saison, il atteint la finale à Chennai où il s'incline contre Stanislas Wawrinka. Il réalise un bon parcours à l'Open d'Australie gâché au 3e tour par la perte d'une balle de 1/8 de finale contre Kevin Anderson. Il mène deux manches à une et 5/0 dans le jeu décisif du 4e set qu'il perd finalement 7 points à 5. Il manque ensuite une balle de match à 5-3 dans le 5e set et sert même pour le match à 5-4, mais rien n'y fait. Il ne parvient pas à atteindre la deuxième semaine d'un tournoi du Grand Chelem pour la première fois de sa carrière avec donc une défaite en 5 sets (3-6, 4-6, 6-3, 7-65, 7-5). Un mois plus tard, il remporte pour la deuxième fois sa carrière le tournoi de Marseille aux côtés de Julien Benneteau.
En juin 2014, à Roland-Garros, en double, il gagne son premier titre du Grand Chelem, associé à son partenaire, désormais attitré, Julien Benneteau, en battant en finale Marcel Granollers et Marc López (6-3, 7-61).
En novembre, il participe avec Julien Benneteau au Masters de double à Londres. Ils se qualifient pour les demi-finales où ils s'inclinent contre les frères Bryan. À l'issue de la saison, il atteint la 6e place mondiale en double, son meilleur classement dans la discipline.
Il remporte en juillet 2015 le tournoi de Bogota aux côtés de Radek Štěpánek. Le mois d'après, il s'associe à Daniel Nestor lors de la tournée américaine estivale. Après une finale au Masters de Montréal lors de leur premier tournoi ensemble, ils remportent la semaine suivante le Masters de Cincinnati. En septembre, il gagne un titre avec Łukasz Kubot à Moselle. Il clôt enfin sa saison par un sacre à l'ATP 500 de Pékin de nouveau avec Daniel Nestor.

### 2016: finale à Wimbledon
Début 2016, il est retenu par Yannick Noah pour disputer le 1er tour de Coupe Davis face au Canada en tant que 5e homme de l'équipe. Présent en double à Indian Wells aux côtés de Nenad Zimonjić, ils s'inclinent en demi-finale face à Pierre-Hugues Herbert et Nicolas Mahut après avoir sauvé 8 balles de match face aux frères Bryan.
Aligné seulement en double à Roland Garros, Julien Benneteau s'inclinent en quart de finale contre Feliciano López et Marc López (6-3, 4-6, 67-7) après avoir manqué 6 balles de match dont 3 dans le tie-break final.
À Wimbledon avec Benneteau, il bat notamment en huitièmes de finale Vasek Pospisil et Jack Sock après avoir sauvé 2 balles de match, puis en quart de finale Jamie Murray et Bruno Soares au cours d'un match de plus de 4 h 30 de jeu (6-4, 6-4, 611-7, 61-7, 10-8), et en demie Raven Klaasen et Rajeev Ram. Tous deux s'inclinent en finale contre leurs compatriotes Pierre-Hugues Herbert et Nicolas Mahut (4-6, 61-7, 3-6) dans la première finale 100 % française d'un Majeur hors hexagone. À l'issue du tournoi, il réintègre le top 10 en double.
Associé au Canadien Daniel Nestor, il remporte le tournoi de Washington contre Łukasz Kubot et Alexander Peya, ainsi que le tournoi d'Anvers en battant en finale les numéros 1 mondiaux Pierre-Hugues Herbert et Nicolas Mahut.

### 2017: spécialisation sur les compétitions en double
Le 27 décembre 2016, Édouard Roger-Vasselin annonce mettre un terme à sa carrière en simple, en raison de douleurs à la hanche qui le handicapent depuis 2 ans. Il précise dans ce communiqué qu'il se consacrera uniquement au double pour soulager sa hanche, en espérant « pouvoir jouer encore quelques années sur le circuit ». Par ailleurs, Julien Benneteau et lui interrompent leur collaboration.
Après un début de saison marqué par plusieurs défaites prématurées, il connait son premier résultat significatif sur terre battue à l'occasion du Masters 1000 de Madrid, il s'incline en finale aux côtés de Nicolas Mahut face à Łukasz Kubot et Marcelo Melo. Lors du tournoi de Roland-Garros, il est éliminé au 2e tour aux côtés de Marcin Matkowski.
Sur gazon, il atteint la finale du tournoi du Queen's aux côtés de Julien Benneteau. Finaliste sortant du tournoi de Wimbledon, il chute au 2e tour aux côtés de Rohan Bopanna, ce qui le fait sortir du top 30. Lors de sa tournée américaine, il se hisse jusqu'en quart de finale à l'US Open avec Benneteau, chutant contre Bob et Mike Bryan, après avoir battu au 2e tour Łukasz Kubot et Marcelo Melo, récents vainqueurs de Wimbledon. Mi-septembre, ils remportent le tournoi de Metz. Aux côtés de Fabrice Martin à Bâle, il perd en finale face à Ivan Dodig et Marcel Granollers.

### 2018: deux titres et deux finales en double
Édouard Roger-Vasselin annonce sa collaboration pour l'année 2018 avec l'Indien Rohan Bopanna. Demi-finalistes à Sydney, ils s'inclinent en huitièmes de finale de l'Open d'Australie face à Oliver Marach et Mate Pavić.
Ils atteignent ensuite les demi-finales à Monte-Carlo, s'inclinant de nouveau contre Marach et Pavić. À Roland-Garros, ils s'inclinent en quart de finale contre Nikola Mektić et Alexander Peya après avoir notamment sorti les nos 1 mondiaux Łukasz Kubot et Marcelo Melo.
Après une saison sur gazon infructueuse, il prend part au tournoi de Washington aux côtés de Mike Bryan. Le duo bat s'incline en finale contre Jamie Murray et Bruno Soares. Fin septembre, il remporte deux nouveaux titres à Metz et à Anvers avec Nicolas Mahut. Il dispute une autre finale avec Mike Bryan la semaine suivante à Vienne, s'inclinant contre Joe Salisbury et Neal Skupski.

### 2019: quatre titres en double et finale à Wimbledon
En février puis en mai, il remporte deux nouveaux titres ATP en double aux côtés du Croate Ivan Dodig, à Montpellier puis à Lyon.
En double à Wimbledon, il atteint la finale aux côtés de Nicolas Mahut en écartant notamment Bob et Mike Bryan en huitième de finale, et Łukasz Kubot et Marcelo Melo en quart. Les deux Français s'inclinent en finale contre les Colombiens Juan Sebastián Cabal et Robert Farah au terme d'un match très serré qui dure 4 h 57 (6-7, 7-6, 7-6, 6-7, 6-3).
Après une nouvelle finale perdue avec Nicolas Mahut à l'Open de Moselle, il remporte avec son compatriote le tournoi du Japon puis enchaîne avec un titre en Suède avec Henri Kontinen comme partenaire.

### 2023: titres en double à Miami et à Paris
Il s'impose début avril en double au Masters 1000 de Miami, puis en novembre au Masters 1000 de Paris-Bercy avec son partenaire Santiago González.
Avec trois autres titres gagnés (Marseille, Cabo San Lucas et Bâle), le binôme se qualifie pour le Masters de fin d'année où il est battu en demi-finale par les tenants du titre et futures vainqueurs.

### 2024: premier titre en double mixte
En mars 2024, il atteint la finale de la première édition du tournoi de double mixte d'Indian Wells (non pris en compte par les palmarès officiels) au côté de sa compatriote Caroline Garcia. Quelques mois plus tard, il remporte le titre en double mixte aux Internationaux de France avec l'Allemande Laura Siegemund.

## Palmarès

### Finales en simple messieurs
| No | Date       | Nom et lieu du tournoi                                        | Catégorie | Dotation  | Surface    | Vainqueur          | Score     |          |
| -- | ---------- | ------------------------------------------------------------- | --------- | --------- | ---------- | ------------------ | --------- | -------- |
| 1  | 25-02-2013 | Delray Beach International Tennis Championships, Delray Beach | ATP 250   | 455 775 $ | Dur (ext.) | Ernests Gulbis     | 7-63, 6-3 | Parcours |
| 2  | 30-12-2013 | Aircel Chennai Open, Chennai                                  | ATP 250   | 399 985 $ | Dur (ext.) | Stanislas Wawrinka | 7-5, 6-2  | Parcours |

### Titres en double messieurs
| 28 titres en double | 1 G. Chelem | 1 G. Chelem | 1 G. Chelem | 1 G. Chelem | 0 Masters  | 0 Masters  | 0 Masters   | 0 Masters   | 3 Masters 1000 | 3 Masters 1000 | 3 Masters 1000 | 3 Masters 1000 | 5 ATP 500          | 5 ATP 500          | 5 ATP 500          | 5 ATP 500          | 19 ATP 250         | 19 ATP 250         | 19 ATP 250     | 19 ATP 250     | 0 JO           | 0 JO           | 0 JO           | 0 JO           |
| 28 titres en double | 25 sur dur  | 25 sur dur  | 25 sur dur  | 25 sur dur  | 25 sur dur | 25 sur dur | 1 sur gazon | 1 sur gazon | 1 sur gazon    | 1 sur gazon    | 1 sur gazon    | 1 sur gazon    | 2 sur terre battue | 2 sur terre battue | 2 sur terre battue | 2 sur terre battue | 2 sur terre battue | 2 sur terre battue | 0 sur moquette | 0 sur moquette | 0 sur moquette | 0 sur moquette | 0 sur moquette | 0 sur moquette |

## Parcours dans les tournois duGrand Chelem

### En simple
| Année | Open d'Australie | Open d'Australie | Internationaux de France | Internationaux de France | Wimbledon       | Wimbledon       | US Open         | US Open          |
| ----- | ---------------- | ---------------- | ------------------------ | ------------------------ | --------------- | --------------- | --------------- | ---------------- |
| 2003  | —                | —                | Q2                       | Ivo Heuberger            | —               | —               | —               | —                |
| 2004  | —                | —                | Q1                       | Björn Phau               | —               | —               | —               | —                |
| 2005  | Q2               | Olivier Patience | Q2                       | Daniele Bracciali        | —               | —               | —               | —                |
|       |                  |                  |                          |                          |                 |                 |                 |                  |
| 2007  | Q1               | Z. Fleishman     | 3e tour (1/16)           | Juan Mónaco              | 3e tour (1/16)  | Richard Gasquet | 1er tour (1/64) | Juan Mónaco      |
| 2008  | 1er tour (1/64)  | David Ferrer     | Q1                       | Björn Phau               | 1er tour (1/64) | Marin Čilić     | —               | —                |
| 2009  | Q1               | Łukasz Kubot     | Q2                       | Thiago Alves             | 1er tour (1/64) | Stefan Koubek   | —               | —                |
| 2010  | Q3               | David Guez       | 2e tour (1/32)           | Tomáš Berdych            | —               | —               | —               | —                |
| 2011  | Q1               | Jan Hernych      | 1er tour (1/64)          | Lukáš Rosol              | 1er tour (1/64) | Gilles Simon    | 1er tour (1/64) | Gilles Müller    |
| 2012  | 2e tour (1/32)   | Andy Murray      | 2e tour (1/32)           | J. M. del Potro          | 1er tour (1/64) | G. García-López | 1er tour (1/64) | Fabio Fognini    |
| 2013  | 2e tour (1/32)   | Julien Benneteau | 2e tour (1/32)           | Nicolás Almagro          | 1er tour (1/64) | Ernests Gulbis  | 2e tour (1/32)  | P. Kohlschreiber |
| 2014  | 3e tour (1/16)   | Kevin Anderson   | 1er tour (1/64)          | J.-W. Tsonga             | 2e tour (1/32)  | Kevin Anderson  | 1er tour (1/64) | Tommy Robredo    |
| 2015  | 2e tour (1/32)   | Malek Jaziri     | 1er tour (1/64)          | Gaël Monfils             | —               | —               | —               | —                |
| 2016  | Q3               | P.-H. Herbert    | —                        | —                        | 2e tour (1/32)  | David Goffin    | —               | —                |

N.B. : à droite du résultat se trouve le nom de l'ultime adversaire.

### En double messieurs
| Année | Open d'Australie                                                                          | Open d'Australie                                                                         | Internationaux de France                                                                 | Internationaux de France                                                               | Wimbledon                                                                                    | Wimbledon                                                                               | US Open | US Open |
| ----- | ----------------------------------------------------------------------------------------- | ---------------------------------------------------------------------------------------- | ---------------------------------------------------------------------------------------- | -------------------------------------------------------------------------------------- | -------------------------------------------------------------------------------------------- | --------------------------------------------------------------------------------------- | ------- | ------- |
| 2003  | —                                                                                         | —                                                                                        | 1er tour (1/32) J.-W. Tsonga \|\| style="text-align:left;" \| G. Etlis M. Rodríguez      | —                                                                                      | —                                                                                            | —                                                                                       | —       |         |
| 2004  | —                                                                                         | —                                                                                        | 2e tour (1/16) J. Jeanpierre \|\| style="text-align:left;" \| A. Peya Rogier Wassen      | —                                                                                      | —                                                                                            | —                                                                                       | —       |         |
| 2005  | —                                                                                         | —                                                                                        | 2e tour (1/16) G. Simon \|\| style="text-align:left;" \| S. Aspelin Todd Perry           | —                                                                                      | —                                                                                            | —                                                                                       | —       |         |
|       |                                                                                           |                                                                                          |                                                                                          |                                                                                        |                                                                                              |                                                                                         |         |         |
| 2007  | —                                                                                         | —                                                                                        | 1er tour (1/32) T. Ascione \|\| style="text-align:left;" \| Lukáš Dlouhý Pavel Vízner    | —                                                                                      | —                                                                                            | 1er tour (1/32) P.-H. Mathieu \|\| style="text-align:left;" \| R. Lindstedt J. Nieminen |         |         |
| 2008  | 2e tour (1/16) G. Simon \|\| style="text-align:left;" \| J. Coetzee Wesley Moodie         | 1er tour (1/32) G. Simon \|\| style="text-align:left;" \| D. Nestor N. Zimonjić          | —                                                                                        | —                                                                                      | —                                                                                            | —                                                                                       |         |         |
| 2009  | —                                                                                         | —                                                                                        | 1er tour (1/32) M. Montcourt \|\| style="text-align:left;" \| Łukasz Kubot Oliver Marach | —                                                                                      | —                                                                                            | —                                                                                       | —       |         |
| 2010  | —                                                                                         | —                                                                                        | 2e tour (1/16) M. Gicquel \|\| style="text-align:left;" \| N. Almagro S. Ventura         | —                                                                                      | —                                                                                            | —                                                                                       | —       |         |
| 2011  | 1er tour (1/32) G. Simon \|\| style="text-align:left;" \| M. Granollers Tommy Robredo     | 1er tour (1/32) M. Gicquel \|\| style="text-align:left;" \| J. Tipsarević Viktor Troicki | —                                                                                        | —                                                                                      | —                                                                                            | —                                                                                       |         |         |
| 2012  | —                                                                                         | —                                                                                        | 2e tour (1/16) M. Gicquel \|\| style="text-align:left;" \| M. Ebden R. Harrison          | 1/4 de finale J. Cerretani \|\| style="text-align:left;" \| J. Marray F. Nielsen       | 2e tour (1/16) B. Paire \|\| style="text-align:left;" \| R. Lindstedt Horia Tecău            |                                                                                         |         |         |
| 2013  | 1/8 de finale J. Benneteau \|\| style="text-align:left;" \| D. Marrero F. Verdasco        | 2e tour (1/16) M. Gicquel \|\| style="text-align:left;" \| Ivan Dodig M. Melo            | 1/2 finale R. Bopanna \|\| style="text-align:left;" \| Bob Bryan Mike Bryan              | 1/8 de finale R. Bopanna \|\| style="text-align:left;" \| C. Fleming J. Marray         |                                                                                              |                                                                                         |         |         |
| 2014  | 1/8 de finale J. Benneteau \|\| style="text-align:left;" \| Max Mirnyi M. Youzhny         | Victoire J. Benneteau                                                                    | M. Granollers Marc López                                                                 | 1/4 de finale J. Benneteau \|\| style="text-align:left;" \| M. Llodra Nicolas Mahut    | 1er tour (1/32) J. Benneteau \|\| style="text-align:left;" \| G. García-López Philipp Oswald |                                                                                         |         |         |
| 2015  | 1/4 de finale J. Benneteau \|\| style="text-align:left;" \| P.-H. Herbert Nicolas Mahut   | 1/8 de finale G. García \|\| style="text-align:left;" \| Ivan Dodig M. Melo              | 2e tour (1/16) D. Inglot \|\| style="text-align:left;" \| M. Matkowski N. Zimonjić       | 1/8 de finale D. Nestor \|\| style="text-align:left;" \| R. Bopanna Florin Mergea      |                                                                                              |                                                                                         |         |         |
| 2016  | 1er tour (1/32) J. Benneteau \|\| style="text-align:left;" \| M. Cecchinato Andreas Seppi | 1/4 de finale J. Benneteau \|\| style="text-align:left;" \| F. López Marc López          | Finale J. Benneteau                                                                      | P.-H. Herbert Nicolas Mahut                                                            | 1er tour (1/32) J. Benneteau \|\| style="text-align:left;" \| T. Bellucci M. Demoliner       |                                                                                         |         |         |
| 2017  | 2e tour (1/16) D. Nestor \|\| style="text-align:left;" \| Marc Polmans A. Whittington     | 2e tour (1/16) M. Matkowski \|\| style="text-align:left;" \| A. Molteni A. Shamasdin     | 2e tour (1/16) R. Bopanna \|\| style="text-align:left;" \| Ken Skupski Neal Skupski      | 1/4 de finale J. Benneteau \|\| style="text-align:left;" \| Bob Bryan Mike Bryan       |                                                                                              |                                                                                         |         |         |
| 2018  | 1/8 de finale R. Bopanna \|\| style="text-align:left;" \| O. Marach Mate Pavić            | 1/4 de finale R. Bopanna \|\| style="text-align:left;" \| Nikola Mektić A. Peya          | 2e tour (1/16) R. Bopanna \|\| style="text-align:left;" \| F. Nielsen Joe Salisbury      | 1/4 de finale R. Bopanna \|\| style="text-align:left;" \| J. S. Cabal Robert Farah     |                                                                                              |                                                                                         |         |         |
| 2019  | 2e tour (1/16) Ivan Dodig \|\| style="text-align:left;" \| Kevin Krawietz Nikola Mektić   | 1er tour (1/32) Ivan Dodig \|\| style="text-align:left;" \| M. Kecmanović Casper Ruud    | Finale N. Mahut                                                                          | J. S. Cabal Robert Farah                                                               | 2e tour (1/16) A. Krajicek \|\| style="text-align:left;" \| Jack Sock J. Withrow             |                                                                                         |         |         |
| 2020  | 2e tour (1/16) Jürgen Melzer \|\| style="text-align:left;" \| M. Arévalo J. O'Mara        | 1/8 de finale Jürgen Melzer \|\| style="text-align:left;" \| J. S. Cabal Robert Farah    | Annulé                                                                                   | Annulé                                                                                 | 1er tour (1/16) Jürgen Melzer \|\| style="text-align:left;" \| J. S. Cabal Robert Farah      |                                                                                         |         |         |
| 2021  | 1er tour (1/32) H. Kontinen \|\| style="text-align:left;" \| R. Berankis M. Kukushkin     | 1er tour (1/32) H. Kontinen \|\| style="text-align:left;" \| M. Arévalo M. Middelkoop    | 2e tour (1/16) H. Kontinen \|\| style="text-align:left;" \| S. Bolelli M. González       | —                                                                                      | —                                                                                            |                                                                                         |         |         |
| 2022  | 1er tour (1/32) R. Bopanna \|\| style="text-align:left;" \| T. Huey C. Rungkat            | 2e tour (1/16) Łukasz Kubot \|\| style="text-align:left;" \| Rafael Matos David Vega     | 1/4 de finale N. Mahut \|\| style="text-align:left;" \| Rajeev Ram Joe Salisbury         | 1er tour (1/32) N. Mahut \|\| style="text-align:left;" \| Q. Halys A. Mannarino        |                                                                                              |                                                                                         |         |         |
| 2023  | 2e tour (1/16) S. González \|\| style="text-align:left;" \| Nikola Čačić A.-U.-H. Qureshi | 1/8 de finale S. González \|\| style="text-align:left;" \| Sander Gillé Joran Vliegen    | 1/8 de finale S. González \|\| style="text-align:left;" \| Kevin Krawietz Tim Pütz       | 1/8 de finale S. González \|\| style="text-align:left;" \| Hugo Nys J. Zieliński       |                                                                                              |                                                                                         |         |         |
| 2024  | 2e tour (1/16) N. Mahut \|\| style="text-align:left;" \| S. Bolelli A. Vavassori          | 1er tour (1/32) S. González \|\| style="text-align:left;" \| H. Heliövaara H. Patten     | 2e tour (1/16) S. González \|\| style="text-align:left;" \| C. Eubanks Evan King         | 1er tour (1/32) S. González \|\| style="text-align:left;" \| Tristan Boyer Emilio Nava |                                                                                              |                                                                                         |         |         |
| 2025  | 1/4 de finale H. Nys \|\| style="text-align:left;" \| H. Heliövaara H. Patten             | 1/2 finale H. Nys \|\| style="text-align:left;" \| M. Granollers H. Zeballos             | 1/4 de finale H. Nys \|\| style="text-align:left;" \| M. Arévalo M. Pavić                |                                                                                        |                                                                                              |                                                                                         |         |         |

N.B. : le nom du partenaire se trouve sous le résultat ; les noms des ultimes adversaires se trouvent à droite.

### En double mixte
| Année | Open d'Australie                                                                   | Open d'Australie                                                                  | Internationaux de France                                                           | Internationaux de France                                                          | Wimbledon                                                                      | Wimbledon                   | US Open                       | US Open                    |
| ----- | ---------------------------------------------------------------------------------- | --------------------------------------------------------------------------------- | ---------------------------------------------------------------------------------- | --------------------------------------------------------------------------------- | ------------------------------------------------------------------------------ | --------------------------- | ----------------------------- | -------------------------- |
| 2008  | —                                                                                  | —                                                                                 | 1er tour (1/16) S. Foretz                                                          | Bethanie Mattek Kevin Ullyett                                                     | —                                                                              | —                           | —                             | —                          |
|       |                                                                                    |                                                                                   |                                                                                    |                                                                                   |                                                                                |                             |                               |                            |
| 2012  | —                                                                                  | —                                                                                 | 2e tour (1/8) S. Foretz                                                            | Natalie Grandin Paul Hanley                                                       | —                                                                              | —                           | —                             | —                          |
| 2013  | —                                                                                  | —                                                                                 | 1er tour (1/16) S. Foretz                                                          | Lisa Raymond Bruno Soares                                                         | —                                                                              | —                           | 2e tour (1/8) A. Cornet       | Abigail Spears S. González |
| 2014  | —                                                                                  | —                                                                                 | 1er tour (1/16) S. Foretz                                                          | Liezel Huber J. S. Cabal                                                          | —                                                                              | —                           | —                             | —                          |
| 2015  | —                                                                                  | —                                                                                 | 1er tour (1/16) S. Foretz                                                          | K. Srebotnik Horia Tecău                                                          | 2e tour (1/16) Alizé Cornet                                                    | Martina Hingis Leander Paes | —                             | —                          |
| 2016  | —                                                                                  | —                                                                                 | 1/2 finale A. Hlaváčková                                                           | Martina Hingis Leander Paes                                                       | —                                                                              | —                           | —                             | —                          |
| 2017  | 1er tour (1/16) A. Hlaváčková                                                      | Raquel Atawo R. Lindstedt                                                         | 1/2 finale A. Hlaváčková                                                           | G. Dabrowski R. Bopanna                                                           | 2e tour (1/16) A. Hlaváčková                                                   | Jocelyn Rae Ken Skupski     | 1er tour (1/16) A. Hlaváčková | C. Vandeweghe Horia Tecău  |
| 2018  | 1/4 de finale A. Hlaváčková                                                        | E. Makarova Bruno Soares                                                          | 2e tour (1/8) A. Hlaváčková                                                        | G. Dabrowski Mate Pavić                                                           | 3e tour (1/8) A. Hlaváčková                                                    | N. Melichar A. Peya         | 1/4 de finale A. Hlaváčková   | C. McHale C. Harrison      |
| 2019  | 2e tour (1/8) Andreja Klepač                                                       | Astra Sharma J.-P. Smith                                                          | —                                                                                  | —                                                                                 | 3e tour (1/8) A. Klepač \|\| style="text-align:left;" \| Latisha Chan I. Dodig | 2e tour (1/8) K. Flipkens   | Samantha Stosur Rajeev Ram    |                            |
| 2020  | 2e tour (1/8) A. Klepač \|\| style="text-align:left;" \| Latisha Chan Ivan Dodig   | Annulé                                                                            | Annulé                                                                             | Annulé                                                                            | Annulé                                                                         | Annulé                      | Annulé                        |                            |
| 2021  | —                                                                                  | —                                                                                 | 1er tour (1/8) A. Cornet \|\| style="text-align:left;" \| B. Krejčíková F. Polášek | 1/4 de finale N. Melichar \|\| style="text-align:left;" \| Zhang Shuai John Peers | —                                                                              | —                           |                               |                            |
| 2022  | —                                                                                  | —                                                                                 | —                                                                                  | —                                                                                 | 1/4 de finale A. Cornet \|\| style="text-align:left;" \| Coco Gauff Jack Sock  | Finale K. Flipkens          | S. Sanders John Peers         |                            |
| 2023  | 1er tour (1/16) K. Flipkens \|\| style="text-align:left;" \| T. Townsend J. Murray | 1er tour (1/16) A. Cornet \|\| style="text-align:left;" \| Zhang Shuai Ivan Dodig | 1er tour (1/16) K. Flipkens \|\| style="text-align:left;" \| O. Nicholls J. O'Mara | —                                                                                 | —                                                                              |                             |                               |                            |
| 2024  | 1er tour (1/16) G. Olmos \|\| style="text-align:left;" \| D. Krawczyk N. Skupski   | Victoire L. Siegemund                                                             | D. Krawczyk N. Skupski                                                             | —                                                                                 | —                                                                              | —                           | —                             |                            |
| 2025  | —                                                                                  | —                                                                                 | 1/4 de finale L. Siegemund \|\| style="text-align:left;" \| T. Townsend E. King    |                                                                                   |                                                                                |                             |                               |                            |

N.B. : le nom de la partenaire se trouve sous le résultat ; les noms des ultimes adversaires se trouvent à droite.

## Participation auMasters

### En double
| Année | Ville   | Surface    | Partenaire        | Résultats | Résultat final |
| ----- | ------- | ---------- | ----------------- | --------- | -------------- |
| 2014  | Londres | Dur (int.) | Julien Benneteau  | 2v, 2d    | Demi-finaliste |
| 2020  | Londres | Dur (int.) | Jürgen Melzer     | 3v, 2d    | Finaliste      |
| 2023  | Turin   | Dur (int.) | Santiago González | 2v, 2d    | Demi-finaliste |

## Classements ATP en fin de saison
| Année          | 2001 | 2002 | 2003 | 2004 | 2005 | 2006 | 2007 | 2008 | 2009 | 2010 | 2011 | 2012 | 2013 | 2014 | 2015 | 2016 | 2017 | 2018 | 2019 | 2020 | 2021 | 2022 | 2023 | 2024 |
| Rang en simple | 1379 | 426  | 300  | 194  | 189  | 253  | 96   | 168  | 154  | 124  | 106  | 100  | 52   | 87   | 123  | 296  | –    | –    | –    | –    | –    | –    | –    | –    |
| Rang en double | –    | 871  | 323  | 307  | 197  | 292  | 289  | 221  | 170  | 98   | 134  | 43   | 17   | 7    | 17   | 17   | 26   | 24   | 16   | 15   | 42   | 32   | 11   | 40   |

Source : (en) Classements de Édouard Roger-Vasselin sur le site officiel de la Fédération internationale de tennis

## Victoires sur le top 50
- (no 5)  Juan Martín del Potro à l'Open de Tokyo 2009 : bat au 1er tour (1/16) 6-4, 6-4
- (no 8)  Stanislas Wawrinka à l'Open de Bâle 2013 : bat au 1er tour (1/16) 6-4, 6-3
- (no 15)  John Isner au Tournoi de Delray Beach 2013 : bat en demi-finale 6-4, 4-6, 6-4
- (no 17)  Tommy Robredo à l'Open d'Australie 2015 : bat au 1er tour (1/64) 2-3 abandon
- (no 17)  Gaël Monfils au Tournoi de Montpellier 2016 : bat au 1er tour (1/16) 6-4, 7-65
- (no 20)  Juan Ignacio Chela au Tournoi de Wimbledon 2007 : bat au 2e tour (1/32) 7-63, 6-4, 7-5
- (no 20)  Sam Querrey à l'Open de Nice 2013 : bat en quart de finale 3-6, 7-62, 6-1
- (no 21)  Alexandr Dolgopolov à la Coupe du Kremlin 2012 : bat au 2e tour (1/16) 6-3, 5-7, 7-66
- (no 21)  Ivo Karlović au Masters de Paris 2015 : bat au 1er tour (1/32) 4-6, 7-61, 7-65
- (no 26)  Marin Čilić au Masters de Miami 2014 : bat au 2e tour (1/32) 6-2, 7-65
- (no 32)  Andy Roddick au Tournoi du Queen's 2012 : bat au 1er tour (1/16) 6-4, 4-6, 7-5
- (no 36)  Marcel Granollers à l'Open de Chennai 2014 : bat en demi-finale 6-2, 4-6, 6-3
- (no 39)  Jürgen Melzer à l'Open de Tokyo 2009 : bat au 2e tour (1/8) 4-6, 6-2, 6-3
- (no 40)  Nicolas Mahut au Tournoi du Queen's 2014 : bat au 2e tour (1/16) 6-3, 1-6, 7-65
- (no 41)  Carlos Berlocq au l'Open d'Australie 2014 : bat au 1er tour (1/64) 6-4, 7-65, 69-7, 6-2
- (no 45)  Jarkko Nieminen à l'Open 13 2012 : bat au 1er tour (1/16) 6-2, 7-64
- (no 46)  Alex Bogomolov à l'Open de Bois-le-Duc 2012 : bat au 1er tour (1/16) 6-4, 6-4
- (no 48)  Daniel Brands à l'Open de Bâle 2013 : bat au 3e tour (1/4) 6-3, 4-6, 6-3